# Avowed
Avowed — компьютерная игра в жанре action/RPG, разработанная студией Obsidian Entertainment и изданная Xbox Game Studios. Релиз игры состоялся 18 февраля 2025 года.

## Сюжет
Действие игры происходит в Живых землях, в одном из уголков фэнтезийного мира Эора из предыдущей игры разработчика Pillars of Eternity. Аэдирская империя — держава, объединяющая людей и эльфов, — отправляет главного героя выяснить, почему Живые земли охватила таинственная чума.

## Игровой процесс

Игрок вступает в бой с заражённым медведем

Avowed — это action/RPG с видом от первого и третьего лица. Игроки используют магию, оружие ближнего боя и огнестрельное оружие. В игре есть множество заклинаний, которые позволяют, например, замораживать врагов или опутывать их чарами. Заклинания можно сочетать с другим оружием для создания комбинаций, например, с помощью меча расколоть замороженного врага. Планируется быстрое переключение между несколькими видами оружия, включая пистолеты или жезлы в обеих руках, двуручный топор или сочетание разных видов одноручного оружия и щита. В игре есть несколько деревьев навыков, которые позволяют игрокам открывать более мощные способности по мере прохождения. Оружие также можно улучшать. Хотя Avowed не является игрой с открытым миром, в ней есть несколько больших открытых зон, которые игроки могут свободно изучать.
Исследуя мир игры, игрок сможет взаимодействовать с неигровыми персонажами (NPC). Как и в предыдущей игре Obsidian, The Outer Worlds, в игре есть диалоги, где можно будет выбирать реплики и таким образом задавать тон диалога. Некоторые NPC присоединяются к отряду игрока и становятся его компаньонами, каждый из которых обладает собственным характером и боевыми навыками. Однако в игре нет романов с компаньонами.

## Разработка
Игра является первым AAA-проектом Obsidian после покупки студии Microsoft в 2018 году. Изначально она задумывалась как аналог The Elder Scrolls V: Skyrim с огромным открытым миром. Однако по мере разработки студия решила не подражать стилю Skyrim и сделать её более похожей на свои предыдущие игры, с меньшим масштабом, но с большим упором на сюжет и персонажей.
Obsidian Entertainment и Xbox Game Studios анонсировали Avowed во время Xbox Games Showcase в июле 2020 года. Изначально выпуск игры был назначен на 2024 год для Windows и Xbox Series X/S; также было объявлено, что игра будет доступна для подписчиков Xbox Game Pass со старта. 3 августа 2024 года было объявлено о переносе игры на 18 февраля 2025 года.

## Отзывы и критика
| Сводный рейтинг       | Сводный рейтинг           |
| Агрегатор             | Оценка                    |
| --------------------- | ------------------------- |
| Metacritic            | 77/100 (PC) 81/100 (XBXS) |
| OpenCritic            | 80/100 (83 %)             |
| «Критиканство»        | 75/100                    |
| Иноязычные издания    |                           |
| Издание               | Оценка                    |
| Destructoid           | 9/10                      |
| Digital Trends        | [ 16 ]                    |
| Edge                  | 6/10                      |
| Eurogamer             | [ 18 ]                    |
| Game Informer         | 8,25/10                   |
| GameSpot              | 6/10                      |
| GamesRadar+           | [ 21 ]                    |
| Hardcore Gamer        | 4/5                       |
| IGN                   | 7/10                      |
| PC Gamer (US)         | 82/100                    |
| Shacknews             | 9/10                      |
| The Games Machine     | 8,5/10                    |
| The Guardian          | [ 27 ]                    |
| VG247                 | [ 28 ]                    |
| Русскоязычные издания |                           |
| Издание               | Оценка                    |
| 3DNews                | 7,5/10                    |
| GameMAG.ru            | 7/10                      |
| Riot Pixels           | 60 %                      |
| StopGame.ru           | «Проходняк»               |

Avowed получила «в основном положительные» отзывы от критиков, согласно агрегатору рецензий Metacritic. По данным OpenCritic, 83 % рецензентов рекомендовали игру, средняя оценка от ведущих критиков составила 80 баллов из 100.
Шон Прескотт из PC Gamer охарактеризовал Avowed как «захватывающую и великолепную action-RPG», отметив, что игре «не хватает сложных систем». Трэвис Нортуп из IGN отметил: «Avowed заимствует так много от Skyrim и Dragon Age, что в итоге превращается в предсказуемое приключение, которому не хватает собственных уникальных идей». Роберт Перчес из Eurogamer добавил, что «иногда кажется, будто играешь в игру эпохи Xbox 360», подчеркнув при этом: «Avowed ощущается приятно ненагруженной излишней сложностью. Это приключение в тёплой морской атмосфере странного и фантастического острова, и оно никогда не теряет этого чувства — чувства приключения».